# Halichondria membranacea
Halichondria membranacea är en svampdjursart som först beskrevs av Sarà 1978.  Halichondria membranacea ingår i släktet Halichondria och familjen Halichondriidae. Inga underarter finns listade i Catalogue of Life.